# Flon (Yenne)
Der Flon ist ein kleiner Fluss im südlichen französischen Jura, der im Département Savoie der Region Auvergne-Rhône-Alpes nordwestlich der Stadt Chambéry verläuft.

## Geografie

### Verlauf
Der Flon entspringt an der Gemeindegrenze von Gerbaix und Saint-Pierre-d’Alvey, entwässert nach einem Haken über Ost generell in nördlicher Richtung und mündet nach rund 15 Kilometern im Gemeindegebiet von Yenne als linker Nebenfluss in die Rhône. 

### Durchquerte Gemeinden
(Reihenfolge in Fließrichtung)
- Gerbaix
- Saint-Pierre-d’Alvey
- Marcieux
- Meyrieux-Trouet
- La Chapelle-Saint-Martin
- Saint-Paul-sur-Yenne
- Traize
- Yenne